# シャ・ノワールのしっぽ
『シャ・ノワールのしっぽ』は、さいとうちほによる日本の漫画作品。

## 概要
2005年・2006年に『プチコミック』（小学館）に掲載された。単行本に収録されている3編は、偶然にも兄弟や姉妹が関わるストーリーだけである。また、「シャ・ノワールのしっぽ」に登場する黒猫シャールは、作者の飼い猫がモデルである。

## 収録作品
シャ・ノワールのしっぽ
『プチコミック』2005年11月号掲載
母が遺した仏料理店シャ・ノワールを切り盛りする三姉妹、撫子・牡丹・小豆。
ある日、料理にいちゃもんを付けた挙げ句に逆ギレし始めた客から、身元不明の男が助けてくれる。その男は何も喋らないが、死んだはずの兄に似ており、兄の名から“ときちゃん”と名付けて住まわせることにする。
三日月のブレス
『プチコミック』2005年4月号掲載
母が亡くなり、恋人の翼と結婚間近の美月。母の葬儀の日、連絡が途絶えていた美月のかつての恋人で翼の兄・朔が急遽帰国した。翼と美月の結婚に否定的な朔の真意が描かれる。
ジェミニ
『プチコミック』2006年5月号掲載
双子の萌と恵麻は性格が正反対だが、大の仲良し。男好きだが飽きっぽい萌は、男をとっかえひっかえし、その度に男嫌いな恵麻が萌の振りをして相手に別れを切り出していた。ところがある日、萌の振りをしていた恵麻を見破った男が現れたため、彼女の心は揺れる。

## 書誌情報
- さいとうちほ 『シャ・ノワールのしっぽ』 小学館〈フラワーコミックス〉 2006年6月26日発売、ISBN 4-09-130495-8